# Буста, Эрвин
Эрвин Юлиус Буста (нем. Erwin Julius Busta; 12 апреля 1905, Леобен, Австро-Венгрия — 27 декабря 1982, Мюнхен, ФРГ) — австрийский гауптшарфюрер СС, начальник сублагеря Пенемюнде близ одноимённого полигона и надзиратель в концлагере Дора-Миттельбау.

## Биография
Эрвин Буста родился 12 апреля 1905 года в семье строителя. После окончания школы с 1920 по 1924 год учился на каменщика и плотника, сдав в 1924 году экзамен на звание подмастерья. В 1928 году вступил в  Штурмовые отряды (СА), а 21 сентября 1929 года — в НСДАП (билет № 116181). 9 ноября 1930 года был зачислен в ряды СС (№ 6884). В ходе запрета нацистской партии в Австрии в июле 1933 года переехал в Германию и присоединился в Баварии к австрийскому легиону, где прошёл полицейскую подготовку. В июле 1934 года поступил на службу в охрану концлагеря Эстервген. 1 апреле 1936 года  был переведён в концлагерь Дахау, где сначала служил в охране, потом в комендатуре. Летом 1942 года был переведён в концлагерь Заксенхаузен. В том же году оттуда он был переведён в сублагерь Пенемюнде, где стал начальником лагеря. С осени 1943 по 1945 год в качестве блокфюрера служил в концлагере Дора-Миттельбау. Кроме того, на заводе Миттельверк был надзирателем в штольне горы Конштайн. Среди заключённых, которые там работали, Буста считался жестоким надзирателем. На заводе Миттельверк при участии Бусты заключённых казнили через повешение.
После окончания войны ему удалось скрыться: он раздобыл гражданскую одежду и бежал в Пенцберг, где жила его семья. От американских оккупационным властей получил документы на имя Карла Винклера. В 1952 году переехал в Штирию, жил в Айзенерце, где под своим настоящим именем работал плотником и каменщиком. 1 мая 1957 года вернулся в Германию, где получил гражданство. С 1 августа 1958 года переехал в Мюнхен, где работал каменщиком. С 1966 года получал австрийскую и немецкую пенсию. На процессе по делу о преступлениях в концлагере Дора, который начался 17 ноября 1967 года в Эссене, Бусте вместе с Гельмутом Бишоффом, бывшим начальником полиции безопасности в запретной зоне Миттельбау, а также его бывшему сослуживцу Эрнсту Зандеру было предъявлено обвинение. Свидетели обвиняли его в тяжёлых преступлениях, совершённых в концлагере Дора-Миттельбау: Буста сильно избивал заключённых и забивал их до смерти. 8 мая 1970 года земельным судом Эссена был приговорён к восьми с половиной годам тюремного заключения, но вскоре был освобождён из тюрьмы.